# Hatch (Utah)
Hatch – miasto w Stanach Zjednoczonych, w stanie Utah, w hrabstwie Garfield.